# 7326 Tedbunch
7326 Tedbunch è un asteroide della fascia principale. Scoperto nel 1981, presenta un'orbita caratterizzata da un semiasse maggiore pari a 2,4043073 UA e da un'eccentricità di 0,2095488, inclinata di 11,00298° rispetto all'eclittica.